# Rudolf Nagl
Rudolf Nagl (* 19. Oktober 1957 in Innsbruck) ist ein österreichischer Politiker (ÖVP) und Landwirt. Er war von 2013 bis 2018 Abgeordneter zum Tiroler Landtag und von 1998 bis 2016 Bürgermeister von Axams.

## Leben
Nagl besuchte zwischen 1964 und 1969 die Volksschule in Axams und absolvierte im Anschluss von 1969 bis 1973 die örtliche Hauptschule. Er arbeitete von 1975 bis 1982 als Kraftfahrer und war zwischen 1982 und 1985 als Montagetischler aktiv. Danach arbeitete er von 1985 bis 1998 als Transportunternehmer, wobei er seit 1985 auch Nebenerwerbslandwirt ist. 

## Politik
Nagl begann seine politische Karriere in der Lokalpolitik, wobei er zwischen 1992 und 1995 als Vizebürgermeister von Axams fungierte, von 1998 bis 2016 war er Bürgermeister. 
Er ist seit 2009 Vize-Präsident des Tiroler Gemeindeverbandes und seit 2010 stellvertretender ÖVP-Bezirksparteiobmann im Bezirk Innsbruck-Land. Von 2013 bis 2018 vertrat er die ÖVP im Tiroler Landtag. 